# Bazsi
Bazsi es un pueblo ubicado en el distrito de Sümeg, en el condado de Veszprém, Hungría.

## Superficie
Posee una superficie de 9,100 kilómetros cuadrados.

## Demografía
Hasta 2019 la población era de 396 habitantes, con una densidad de población de 43,52 habitantes por kilómetro cuadrado.